# Gunter Schneider (Musiker)
Gunter Schneider (* 22. April 1954 in Bludenz/Vorarlberg) ist ein österreichischer Komponist und Interpret.

## Leben
Gunter Schneider studierte Gitarre und Musikwissenschaft in Innsbruck und wurde im Jahr 1981 ebenda zum Dr. phil. promoviert. In den Jahren von 1986 bis 2019 unterrichtete er als Universitäts-Professor an der Universität für Musik und darstellende Kunst Wien Gitarre, Improvisation und Musik der Gegenwart.
Seit dem Jahr 1990 spielt Gunter Schneider im Duo mit seiner Ehefrau, der Gitarristin Barbara Romen (* 1963). Er lebt mit ihr in Sistrans bei Innsbruck.

„Die Improvisation, und zwar die sogenannte freie, nicht eine idiomatische, ist für mich ein wesentlicher Aspekt musikalischen Gestaltens auch in meinen Kompositionen, sowohl was deren Erarbeitung und Entwicklung als auch was die Einbeziehung des kreativen Potentials der Ausführenden angeht. Die Verbindung von einer überlegten, „komponierten“ und auch wiederholbaren, wiedererkennbaren Form mit gewissen in den Verantwortungsbereich der Musiker übertragenen Details schafft für mich das Spannungsfeld, in dem ich meine Musik entwickle, sowohl was meine solistischen als auch meine Ensembleprojekte angeht.“

## Auszeichnungen
- 1993: Emil-Berlanda-Preis für besondere Verdienste um die Interpretation zeitgenössischer Musik[2][3]
- 1995: 3. Preis beim Kompositionswettbewerb des Tiroler Sängerbundes[2]
- 2004: Preis der Stadt Innsbruck für künstlerisches Schaffen (Flow - für großes Orchester)[2]
- 2009: 3. Preis beim Wettbewerb Wind um Neue Musik der Internationalen Gesellschaft für Neue Musik[2]
- 2011: Kompositionsstipendium der Stadt Innsbruck[2]

## Werke (Auswahl)

### Ensemblemusik
- ENIF – für 3–6 Instrumentalisten (1986)[4]
- Bruchstahl in Ausladen – Trio für Posaune, Gitarre und Kontrabass (1988)[4]
- DU-O – Duo für zwei Gitarren (1990)[4]
- Call Boys Inc III – Quartett für Saxophon, Perkussion, Gitarre und präpariertes Klavier in Zusammenarbeit mit Klaus Dickbauer, Günther Selichar und Wolfgang Mitterer (1993)[4]
- Tyromanie – Kammermusik in sieben Teilen für neun Spieler (1993)[4]
- Riten und Choreographien – Duo für zwei Gitarren mit Barbara Schneider-Romen (1994)[4]
- Als wäre nichts geschehen – Trio für Harfe, Gitarre und Mandoline (1994)[4]
- FlaschenAchter – Acht Flaschen für die Knödel, für acht gestimmte Bierflaschen (1995)[4]
- Auf und nieder – Quartett für vier Gitarren (1995)[4]
- Schall und Rauch – Duo für Subbaßflöte und Gitarre ()[4]
- Sait an Seit – für zwei an einem Osttiroler Hackbrett, mit Barbara Schneider-Romen (1997)[4]
- 142 B – Duo für zwei Gitarren (1998)[4]
- Meine Seele ist still – für neun europäische Musiker und einen Chor aus Burkina Faso (1998)[4]
- ... Im Meer der Stille – Duo für Altflöte und Gitarre (1999)[4]
- Frischluft – für 12 Bläser, Klavier und Kontrabass (2000)[4]
- Mu – für Sho, Blockflöten und Akkordeon (2002)[4]
- Tyromanie – für 9 Tiroler Musiker (2002/2003)[4]
- 4 4 2 – 4 Stücke für 2 Gitarren (2003)[4]
- Innsbruck to Innsbrook – Trio für Klarinette, Hackbrett, Kontragitarre und Computerzuspielungen (2003)[4]
- Auf der Broasn – Duo für Gitarre und Akkordeon (2004)[4]
- niji do – Quintett für fünf Gitarren (2005)[4]
- Zitherpartie – Oktett für acht Zithern (2005)[4]
- Roaring – Oktett für acht Gitarren (2005)[4]
- Il giardino dei suoni fragili – Sextett für drei elektrische Gitarren, zwei Kontragitarren und Gitarre (2005)[4]
- Roaring Guitars – Oktett für acht Gitarren (2006)[4]
- Aus der Tiefe – Duo für 2 Bassklarinetten (2008)[4]
- All clouds are clocks – Quartett für Akkordeon, Violine, Violoncello und Gitarre (2013)[4]
- Paradise recalled – Septett für sieben Paetzold-Flöten und hohe Solostimme, in Zusammenarbeit mit Dante Alighieri (2014)[4]
- europa(t)raum – Duo für Hackbrett und Kontragitarre mit Kammerorchester(2015)[4]
- miteinander – Kammerorchester für zwei Flöten, drei Gitarren und fünf Streicher (2016)[4]
- im fluss – Duo für Violine und Gitarre (2020)[4]

### Solomusik
- For You and Fortissimo – Drei kleine Stücke für Gitarre solo (1986)[4]
- Kleine Sonate I-II-III – Solo für Gitarre (1987/1988)[4]
- Quer durch und It never rains in Southern China – Solo für Gitarre (1989)[4]
- wohnen – Solo für Clavichord mit Präparierung (1994)[4]
- Trapped – Solo für Klavier mit Mausefallen und Tischtennisbällen (1995)[4]
- JamJoy – Klavierstück 2 (1995)[4]
- 142 – Solo für Gitarre (1998)[4]
- in schwebe – Ein Trio für einen Spieler auf zwei Instrumenten (2004)[4]